# Nokia 8800
Il Nokia 8800 è un cellulare prodotto dall'azienda finlandese Nokia a partire dal secondo trimestre del 2005 e facente parte della serie 8000, dedicata a cellulari di alta gamma. 

Caratterizzato da una scocca in sottile acciaio inossidabile, è stato il primo cellulare Nokia della serie "arte". Il colore in cui viene venduto è il nero. Negli altri colori come l'oro, ci sono versioni differenti come il Nokia 8800 gold arte.

## Caratteristiche
- Reti: TriBand GSM 900 -1800 -1900 MHz
- Dimensioni: 107 x 45 x 16.5 mm
- Massa: 134 g
- Batteria: Litio 600 mAh
- Autonomia in standby: 192 h
- Autonomia in conversazione: 3 h